# Fossilització de la prenonímia
S'entén al fossilització de la prenonímia com a l'evolució històrica que ha patit l'assignació del prenom, consistent en invertir la tendència inicial de no repetir els noms fins al punt de no utilitzar noms no preexistents. És estudiat per l'antroponímia.

## El nom intransferible
Molt antigament, els noms eren intransferibles: s'imposava un nom nou a cada nadó. Per exemple, als primers llibres de la Bíblia, apareixen multitud de noms de persones que no són repetits.
En canvi, a l'època moderna, passa justament el contrari: els noms de persona no s'inventen, hom considera que cal buscar per al nadó un nom preexistent, per llunyà que sigui en el temps o en l'espai. Per això quan algú porta un nom poc usual, ens preguntem d'on l'han tret: es pot tractar del d'un sant o d'una advocació mariana poc coneguts, o més modernament, del nom d'una deïtat fenícia, ibèrica, inca o vés a saber; o d'un nom japonès o maori, tant se val. En canvi, passa poques vegades que ens responguin que és un nom inventat, bé que és cert que en els darrers anys ens trobem amb prenoms que són noms comuns o noms geogràfics habilitats com a nom propi de persona: Lluna, Juny; Nil (ja usat al món romà), Tennessee (dut per Tennessee Williams), etc.; i també és ben sabut que en èpoques revolucionàries s'imposaven noms com Llibertat, Germinal (nom del setè mes del calendari revolucionari francès), Icària (nom de l'illa imaginària on Cabet situà la seva societat comunista utòpica), etc.

## La fossilització de la prenonímia
Amb el pas del temps, els noms es van començar a repetir, fins que s'arriba al punt que ja no s'inventen prenoms nous: és el que anomenem fossilització de la prenonímia: a l'hora d'imposar un prenom a un nen o a una nena, el que es fa és triar-ne un d'una llista preexistent.
Aquest fenomen es va originar perquè es va estendre la creença que si a un infant se li imposa un nom que algú altre ja ha portat, aquest adquirirà algunes de les qualitats humanes que lluïa el primer portador del nom. O, si més no (ja que l'esmentada creença és força agosarada), que el nen o la nena prendrà com a model la conducta exemplar de la persona de la qual ha pres el nom.

### Primers exemples de repetició
Un primer exemple de repetició de nom el trobem en els antics emperadors perses, que prenien com a prenom el nom d'un altre gran rei anterior: així, en els segles V i IV aC, trobem dos reis que es deien Xerxes, tres de coneguts com Artaxerxes (nom segurament emparentat amb l'anterior) i tres d'anomenats Darios: Darios II es deia inicialment Ocus No thos, però li devia convenir de canviar-se el nom i posar-se el d'un gran rei que l'havia precedit en el tron. En època una mica més moderna (segles IV a II aC), es van succeir set reis de Síria amb el nom d'Antíoc.
Però en aquella època, aquesta repetició dels noms només devia afectar persones importants, com els reis.

### Inicis de la fossilització a l'època del Nou Testament
Va ser segurament el sentiment religiós el factor que més devia influir en la generalització de la repetició dels prenoms, ja que progressivament els hebreus comencen a imposar als infants el nom que havien portat personatges antics d'Israel (patriarques, reis, herois i heroïnes). Hi ha almenys set noms de personatges del Nou Testament que repeteixen noms de l'Antic:
- Eliseu, nom d'un dels profetes. La forma femenina té tres variants: Elisa, Elisabet i Isabel; duia aquest nom la mare de sant Joan Baptista i tia valenciana de Jesús.
- Jacob, fill d'Isaac i germà bessó d'Esaú. Es deien aquest nom dos dels deixebles de Jesús (sant Jaume el Major i sant Jaume el Menor, ja que Jaume és la forma catalana de Jacob) i l'avi patern de Jesús, segons la genealogia de Mateu.
- Jesús, el nom de Crist, era la forma aramea de Josuè, nom del successor de Moisès com a cap del poble d'Israel. També s'ho deia un rebesavi de Jesús, segons la genealogia de Lluc.
- Josep, onzè fill de Jacob; el trobem en tres personatges del Nou Testament: el pare de Jesús, Josep d'Arimatea (aquell que amb Nicodemus va enterrar el cos de Jesús) i un rebesavi de Jesús, segons la genealogia de Lluc. També s'ho deia l'historiador Flavi Josep, del segle i, el nom real del qual era Josep ben Maties.
- Judà, quart fill de Jacob i Lia. En femení era Judit, i s'ho deia l'heroïna que va decapitar Holofernes. La variant Judes va donar nom de Judes Macabeu (que, per cert, lluitava contra un Antíoc dels esmentats més amunt, el IV), i els dos Judes deixebles de Jesús, el Tadeu i l'Iscariot.
- Saül, nom del primer rei del poble d'Israel, era també el primer nom de sant Pau.
- Simeó, segon fill de Jacob; en l'època de Jesús devia ser un nom molt corrent, ja que al Nou Testament trobem sis personatges, pel cap baix, amb aquest nom, amb la variant Simó: s'ho deien dos apòstols (era el primer nom de sant Pere i sant Simó), l'ancià que pot conèixer Jesús quan el van a circumcidar, l'amo de la casa de Betània on Maria ungeix Jesús amb perfum, un rebesavi de Jesús, segons la genealogia de Lluc i el mag que volia comprar als apòstols la facultat de fer miracles (que origina el mot simonia).

També hi ha cinc noms que, tot i no aparèixer a l'Antic Testament, el porten més d'un personatge del Nou (o de l'època), cosa que fa suposar que devien ser corrents aleshores:
- Anna: l'àvia materna de Jesús i l'anciana profetessa que el pot veure el dia de la circumcisió.
- Joan: nom del Baptista, de l'Evangelista i d'una deixeble que es deia Joana.
- Llàtzer: nom de l'home ressuscitat per Jesús i del pobre de la paràbola d'Opuló.
- Maria: a l'Evangeli apareixen quatre dones amb aquest nom. Són les anomenades les tres Maries (perquè van assistir juntes a la crucifixió): la mare de Jesús, sa tia Maria de Cleofàs i Maria Magdalena; la quarta és Maria de Betània, la germana de Llàtzer i de l'enfeinada Marta, anomenada «la pecadora» (la tradició la identifica amb Maria Magdalena, però l'Evangeli no diu en cap moment que siguin la mateixa persona).
- Mateu i Maties eren dos deixebles de Jesús: l'evangelista i l'apòstol substitut de Judes Iscariot; es tracta de dues variants del mateix nom. Maties té encara la variant catalana Macià, que és també un cognom (a vegades escrit erròniament Masià). L'historiador Flavi Josep es deia realment Josep ben Maties.

Encara trobem més exemples de noms repetits a les genealogies de Jesús (Mt 1, 1-16 i Lc 3, 23-38).

### La fossilització posterior
Tots aquests exemples del món del judaisme posen de manifest el naixement d'una tendència que s'hi consolidarà amb el pas dels segles i que també afectarà les altres dues grans religions monoteistes: el cristianisme i l'islam.
Ja hem dit que es copiava el nom d'un personatge important perquè servís de model de conducta del nen o la nena: però ara hi trobem un element afegit: si hom imposa al nen el nom d'un personatge bíblic, d'un àngel o d'un sant, s'aconsegueix que aquest esdevingui un protector celestial de l'infant al llarg de tota la seva vida futura.
L'Església Catòlica ha portat aquest concepte fins a les últimes conseqüències establint una mena de simbiosi entre els dos portadors del mateix prenom, el celestial i el terrenal, de tal manera que a canvi de la protecció del primer i, alhora, per estimular-la el segon el venera, entre altres coses homenatjant-lo en el seu dia, el que en diem el dia del sant o de l'onomàstica; en consonància amb això, l'Església no permet que cap infant sigui batejat amb un nom que no sigui el d'un personatge religiós adequat.